# Pella (Samba)
Pour les articles homonymes, voir Pella.
Pella est une commune rurale située dans le département de Samba de la province du Passoré dans la région Nord au Burkina Faso.

## Géographie
Situé à 2,5 km à l'est de Bouré, Pella se trouve à environ 12 km au nord-est du centre de Samba, le chef-lieu du département, ainsi qu'à 40 km au sud de Yako. Le village, situé vers 350 m d'altitude, est entouré par un ensemble de collines basses s'élevant à environ 500-550 m au pied desquelles se trouvent les différents centres d'habitation très fragmentés qui composent la localité.

## Économie
L'économie de Pella est essentiellement basée sur l'agriculture vivrière et maraîchère, permise en partie grâce à la retenue d'eau du barrage de Pella situé au nord-est du centre du village. Les échanges marchands se font au sein du marché de Pella.

## Santé et éducation
Pella est doté d'un csps qui facilite les soins des habitants de Pella tandis que le centre médical avec antenne chirurgicale (CMA) de la province se trouve à Yako.
Pella possède des écoles primaires publiques. Et un CEG